# Tlogo (Tretep)
Tlogo is een bestuurslaag in het regentschap Temanggung van de provincie Midden-Java, Indonesië. Tlogo telt 852 inwoners (volkstelling 2010).